# Прапор Лисянки
Пра́пор Лисянки — один з офіційних символів селища міського типу Лисянка Черкаської області. Затверджений рішенням сесії селищної ради.

## Опис
Квадратне полотнище складається з двох горизонтальних смуг білого і синього кольорів із співвідношенням 1:3. У центрі синьої смуги жовте гроно калини.